# Eugen Adam
Eugen Adam   (Múnic, 22 de gener de 1817 - Múnic, 4 de juny de 1880) va ser un pintor alemany.

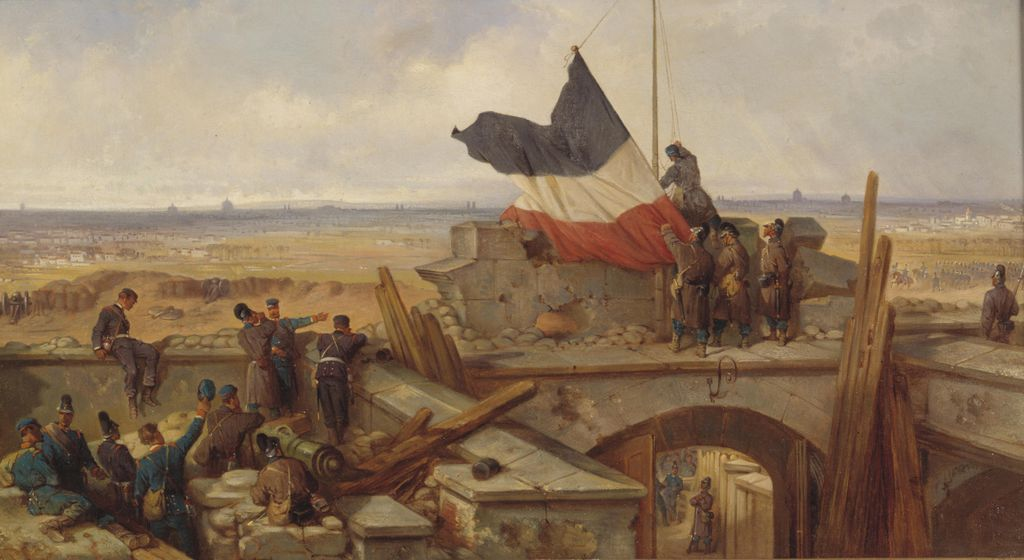
Fort Vanves d'Eugen Adam

Es va especialitzar en pintures d'animals, gèneres, paisatges i de batalla. Va tenir el seu taller a Munic i va viure a Milà durant els anys 1849-1858. El 1859 esdevingué reporter de guerra de la revista Ueber Land und Meer. El 1861 va participar en campanyes de Suïssa, el 1870 i el 1871 en la guerra entre França i Alemanya.
El seu pare Albrecht i els seus germans Julius, Franz i Benno eren també pintors.